# Paolo Paternostro
Paolo Paternostro (Misilmeri, 17 ottobre 1821 – Palermo, 6 dicembre 1885) è stato un politico, magistrato e prefetto italiano.

## Biografia
Paolo Paternostro nacque nel 1821 da Antonino e Donna Carolina Vanasco a Misilmeri, dove la famiglia risiedeva. Dopo la laurea in Giurisprudenza presso l'Università degli Studi di Palermo, si diede alla carriera forense.
Prese parte alla rivoluzione siciliana del 1848 e fu costretto all'esilio una volta ristabilito l'ordine nel 1849 (era stato eletto deputato del Parlamento siciliano e membro del Comitato Rivoluzionario). Dal 1850 cominciò il suo decennale esilio in Egitto, nel quale si fece apprezzare per le sue doti politiche e divenne amico fedele del governatore del vicereame 'Abbās I d'Egitto fino alla sua morte. Ricoprì quindi diversi ministeri in quel governo. Ad Alessandria d'Egitto nacque dalla moglie Rosa Fiduccia il figlio Alessandro Paternostro, politico e orientalista.
Ritornato a Palermo nel 1860, partecipò ai moti unitari. Fu eletto nel 1861 deputato del Regno d'Italia per quattro legislature e fu Prefetto di Arezzo e Bari.
Nel 1876 fu nominato dal Sovrano Senatore del Regno. Dal 1878 fu anche consigliere della Corte dei Conti.
Alla sua morte fu ricordato in Senato dal senatore Francesco Paternostro e dal ministro dell'Istruzione Coppino.